# داگلاس کرافت
داگلاس کرافت (انگلیسی: Douglas Croft؛ ۱۲ اوت ۱۹۲۶ – ۲۴ اکتبر ۱۹۶۳) یک هنرپیشه اهل ایالات متحده آمریکا بود.